# David di Donatello 2021

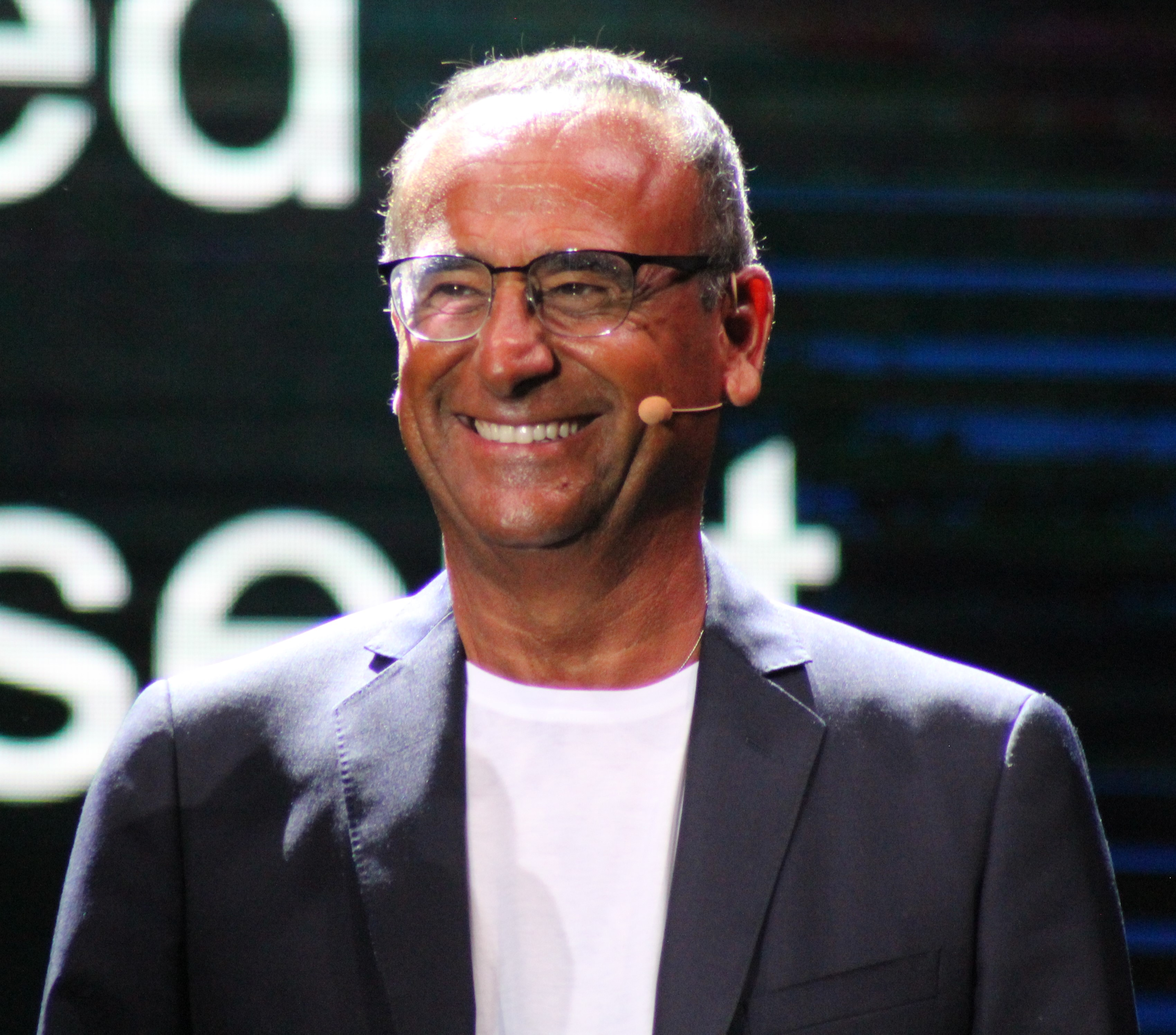
Il conduttore della serata Carlo Conti

La cerimonia di premiazione della 66ª edizione dei David di Donatello si è svolta l'11 maggio 2021 a Roma.
La trasmissione dell'evento è avvenuta in diretta in prima serata su Rai 1, con la conduzione di Carlo Conti.
In tale edizione è stata effettuata una modifica al regolamento per poter ammettere in concorso anche le pellicole che, a causa delle disposizioni di emergenza legate al contenimento della pandemia di COVID-19, non hanno potuto godere della proiezione nelle sale cinematografiche e sono state quindi distribuite sulle piattaforme streaming.
La cerimonia si è svolta in presenza con i candidati divisi in due luoghi, uno al Teatro dell’opera di Roma e negli studi televisivi Fabrizio Frizzi. 
Le candidature sono state annunciate il 26 marzo 2021; i film che hanno ottenuto il maggior numero di candidature sono stati Volevo nascondermi, Hammamet, Favolacce, L'incredibile storia dell'Isola delle Rose e Miss Marx.

## Vincitori e candidati
Miglior film 
- Volevo nascondermi, regia di Giorgio Diritti
- Favolacce, regia di Damiano e Fabio D'Innocenzo
- Hammamet, regia di Gianni Amelio
- Le sorelle Macaluso, regia di Emma Dante
- Miss Marx, regia di Susanna Nicchiarelli

Miglior regia
- Giorgio Diritti - Volevo nascondermi
- Damiano e Fabio D'Innocenzo - Favolacce
- Gianni Amelio - Hammamet
- Emma Dante - Le sorelle Macaluso
- Susanna Nicchiarelli - Miss Marx

Miglior regista esordiente
- Pietro Castellitto - I predatori
- Ginevra Elkann - Magari
- Mauro Mancini - Non odiare
- Alice Filippi - Sul più bello
- Luca Medici - Tolo Tolo

Migliore sceneggiatura originale
- Mattia Torre - Figli
- Francesco Bruni in collaborazione con Kim Rossi Stuart - Cosa sarà
- Damiano e Fabio D'Innocenzo - Favolacce
- Pietro Castellitto - I predatori
- Giorgio Diritti, Tania Pedroni e Fredo Valla - Volevo nascondermi

Migliore sceneggiatura adattata
- Gianni Di Gregorio e Marco Pettenello - Lontano lontano
- Salvatore Mereu - Assandira
- Francesco Piccolo, Domenico Starnone, Daniele Luchetti - Lacci
- Stefano Mordini, Francesca Marciano, Luca Infascelli - Lasciami andare
- Pupi Avati, Tommaso Avati - Lei mi parla ancora

Miglior produttore
- Marta Donzelli e Gregorio Paonessa per Vivo film con Rai Cinema, Joseph Rouschop e Valérie Bournonville per Tarantula Belgique - Miss Marx
- Agostino e Giuseppe Saccà per Pepito Produzioni con Rai Cinema, AMKA Films Productions, Vision Distribution e QMI - Favolacce
- Matteo Rovere - L'incredibile storia dell'Isola delle Rose
- Domenico Procacci e Laura Paolucci per Fandango con Rai Cinema - I predatori
- Carlo Degli Esposti e Nicola Serra con Rai Cinema - Volevo nascondermi

Migliore attrice protagonista
- Sophia Loren - La vita davanti a sé
- Paola Cortellesi - Figli
- Vittoria Puccini - 18 regali
- Micaela Ramazzotti - Gli anni più belli
- Alba Rohrwacher - Lacci

Miglior attore protagonista
- Elio Germano - Volevo nascondermi
- Pierfrancesco Favino - Hammamet
- Valerio Mastandrea - Figli
- Renato Pozzetto - Lei mi parla ancora
- Kim Rossi Stuart - Cosa sarà

Migliore attrice non protagonista
- Matilda De Angelis - L'incredibile storia dell'Isola delle Rose
- Barbara Chichiarelli - Favolacce
- Claudia Gerini - Hammamet
- Benedetta Porcaroli - 18 regali
- Alba Rohrwacher - Magari

Miglior attore non protagonista
- Fabrizio Bentivoglio - L'incredibile storia dell'Isola delle Rose
- Giuseppe Cederna - Hammamet
- Gabriel Montesi - Favolacce
- Lino Musella - Favolacce
- Silvio Orlando - Lacci

Migliore autore della fotografia
- Matteo Cocco - Volevo nascondermi
- Paolo Carnera - Favolacce
- Luan Amelio Ujkaj - Hammamet
- Gherardo Gossi - Le sorelle Macaluso
- Crystel Fournier - Miss Marx
- Michele D'Attanasio - Padrenostro

Miglior compositore
- Gatto Ciliegia contro il Grande Freddo e Downtown Boys - Miss Marx
- Nicola Piovani - Hammamet
- Niccolò Contessa - I predatori
- Michele Braga - L'incredibile storia dell'Isola delle Rose
- Pivio e Aldo De Scalzi - Non odiare
- Marco Biscarini e Daniele Furlati - Volevo nascondermi

Migliore canzone originale
- Immigrato (musica e testo di Luca Medici e Antonio Iammarino, interpretata da Checco Zalone) - Tolo Tolo
- Io sì (Seen) (musica di Diane Warren, testo di Laura Pausini e Niccolò Agliardi, interpretata da Laura Pausini) - La vita davanti a sé
- Gli anni più belli (musica, testo e interpretazione di Claudio Baglioni) - Gli anni più belli
- Miles Away (musica di Pivio e Aldo De Scalzi, testo di Ginevra Nervi, interpretata da Ginevra Nervi - Non odiare
- Invisible (musica e testo di Marco Biscarini, interpretata da La Tarma) - Volevo nascondermi

Miglior scenografo
- Paola Zamagni, Ludovica Ferrario e Alessandra Mura - Volevo nascondermi
- Paolo Bonfini, Paola Peraro, Emita Frigato ed Erika Aversa - Favolacce
- Giancarlo Basili e Andrea Castorina - Hammamet
- Tonino Zera e Maria Grazia Schirripa - L'incredibile storia dell'Isola delle Rose
- Alessandro Vannucci, Igor Gabriel e Fiorella Cicolini - Miss Marx

Miglior costumista
- Massimo Cantini Parrini - Miss Marx
- Maurizio Millenotti - Hammamet
- Nicoletta Taranta - L'incredibile storia dell'Isola delle Rose
- Vanessa Sannino - Le sorelle Macaluso
- Ursula Patzak - Volevo nascondermi

Miglior truccatore
- Luigi Ciminelli, Andrea Leanza e Federica Castelli - Hammamet
- Luigi Rocchetti - L'incredibile storia dell'Isola delle Rose
- Valentina Iannuccilli - Le sorelle Macaluso
- Diego Prestopino - Miss Marx
- Giuseppe Desiato e Lorenzo Tamburini - Volevo nascondermi

Miglior acconciatore
- Aldo Signoretti - Volevo nascondermi
- Daniele Fiori - Favolacce
- Massimiliano Duranti - Hammamet
- Aldina Governatori - Le sorelle Macaluso
- Domingo Santoro - Miss Marx

Miglior montatore
- Esmeralda Calabria - Favolacce
- Giogiò Franchini - Figli
- Simona Paggi - Hammamet
- Gianni Vezzosi - L'incredibile storia dell'Isola delle Rose
- Paolo Cottignola e Giorgio Diritti - Volevo nascondermi

Miglior suono
- Volevo nascondermi
- Favolacce
- Hammamet
- L'incredibile storia dell'Isola delle Rose
- Miss Marx

Migliori effetti speciali visivi
- Stefano Leoni ed Elisabetta Rocca - L'incredibile storia dell'Isola delle Rose
- Luca Saviotti - Hammamet
- Massimiliano Battista - Miss Marx
- Renaud Quilichini e Lorenzo Cecotti - The Book of Vision
- Rodolfo Migliari - Volevo nascondermi

Miglior documentario - Premio Cecilia Mangini
- Mi chiamo Francesco Totti, regia di Alex Infascelli
- Faith, regia di Valentina Pedicini
- Notturno, regia di Gianfranco Rosi
- Punta Sacra, regia di Francesca Mazzoleni
- The Rossellinis, regia di Alessandro Rossellini

Miglior cortometraggio
- Anne, regia di Domenico Croce e Stefano Malchiodi[3]
- Gas Station, regia di Olga Torrico
- Il gioco, regia di Alessandro Haber
- L'oro di famiglia, regia di Emanuele Pisano
- Shero, regia di Claudio Casale

Miglior film straniero
- 1917, regia di Sam Mendes
- I miserabili (Les Misérables), regia di Ladj Ly
- Jojo Rabbit, regia di Taika Waititi
- Richard Jewell, regia di Clint Eastwood
- Sorry We Missed You, regia di Ken Loach

David Giovani
- 18 regali, regia di Francesco Amato
- Favolacce, regia di Damiano e Fabio D'Innocenzo
- Gli anni più belli, regia di Gabriele Muccino
- L'incredibile storia dell'Isola delle Rose, regia di Sydney Sibilia
- Tolo Tolo, regia di Luca Medici

David speciale
- Sandra Milo - alla carriera[4]
- Diego Abatantuono[5]
- Monica Bellucci
- Gigi Proietti - alla memoria

David dello spettatore
- Tolo Tolo, regia di Checco Zalone - 6 674 622 spettatori[6]

Targa David 2021 - Riconoscimento d'onore
- Silvia Angeletti, Ivanna Legkar e Stefano Marongiu - per l'importante contributo alla ripresa in sicurezza delle attività delle produzioni cinematografiche e audiovisive a Roma e in Italia durante la crisi COVID-19[7]